# Yo-kai Watch
Yo-kai Watch (妖怪ウォッチ Yōkai Wotchi, dịch: Đồng hồ yêu quái) là series trò chơi điện tử nhập vai được phát triển và phát hành bởi công ty Level-5. Trò chơi được phát hành cho dòng máy Nintendo 3DS ở Nhật Bản vào 11 tháng 7 năm 2013 và trên dòng máy Nintendo ở Bắc Mỹ vào ngày 6 tháng 11 năm 2015. Phần kế tiếp, Yo-kai Watch 2 được phát hành trong ba phiên bản khác nhau là Ganso và Honke phát hành cùng ngày 10 tháng 7 năm 2014 còn Shinuchi phát hành riêng lẻ vào 13 tháng 12 năm 2014. Yo-kai Busters là trò chơi được lấy cảm hứng từ xê-ri được phát hành 11 tháng 7 năm 2015. Phần Yo-kai Watch 3 dự kiến sẽ ra mắt vào mùa hè 2016.
Hai chuyển thể manga cũng đã được thực hiện: một manga là shōnen ấn hành trên tạp chí CoroCoro Comic từ 15 tháng 12 năm 2012 và một manga shōjo đăng trên Ciao của Shogakukan từ 27 tháng 12 năm 2013. Bên cạnh đó một xê-ri anime đã được OLM, Inc. sản xuất lên sóng tại Nhật Bản từ tháng 1 năm 2014, ở Bắc Mỹ vào 5 tháng 10 năm 2015.